# Миюта
Миюта (рос. Мыюта) — село Шебалінського району, Республіка Алтай Росії. Входить до складу Шебалинського сільського поселення.
Населення — 270 осіб (2015 рік).